# Rummu, Kuusalu kommun
Rummu är en by (estniska: küla) i Kuusalu kommun i landskapet Harjumaa i norra Estland.
Norr om byn ligger sjön Rummu järv.